# Wes Moore
Pour les articles homonymes, voir Moore.
Westley Watende Omari Moore, dit Wes Moore, né le 15 octobre 1978 à Takoma Park (Maryland), est un homme politique, banquier d'affaires, auteur et producteur de télévision américain. Membre du Parti démocrate, il est gouverneur du Maryland depuis le 18 janvier 2023, le premier Afro-Américain à occuper la fonction.

## Biographie

### Formation
Né en 1978 à Takoma Park, dans le Maryland, Wes Moore est le fils d'un journaliste de radiotélévision, décédé lorsqu'il avait trois ans, et d'une mère d'origine jamaïcaine consultante en relations publiques. Elevé dans le Bronx, à New York, par sa mère, avec ses sœurs, au sein de sa famille maternelle, Wes Moore fréquente l'école privée du comté de Riverdale. En raison de délits mineurs, sa mère l'envoie à l'académie militaire de Valley Forge en Pennsylvanie, où il obtient son diplôme en 1998 et à la suite duquel il est nommé sous-lieutenant du renseignement militaire dans l'armée de réserve.
Wes Moore étudie les relations internationales et l'économie à l'université Johns Hopkins et obtient son diplôme en 2001. Durant ses études, il effectue un stage auprès du maire de Baltimore, Kurt Schmoke, et un autre au département de la Sécurité intérieure des États-Unis sous la direction du secrétaire Tom Ridge. Il obtient une bourse Rhodes et étudie au Wolfson College d'Oxford, où il est diplômé d'un master en relations internationales en 2004.

### Carrière
Débutant sa carrière au sein de la Deutsche Bank à Londres, il s'engage dix mois plus tard au sein de la 82e division aéroportée, il est déployé en Afghanistan de 2005 à 2006 ,. Ayant atteint le grade de capitaine, il prend sa retraite de l'armée en 2014.
En février 2006, Wes Moore est nommé White House Fellows auprès de la secrétaire d'État Condoleezza Rice. Il travaille ensuite comme banquier d'affaires de 2007 à 2012, à la Citibank à Manhattan.
En 2010, Wes Moore fonde une société de production télévisuelle, Omari Productions, qui produit du contenu pour les réseaux Oprah Winfrey Network, PBS, HBO et NBC. En mai 2014, il produit une série en trois parties, diffusée par PBS, intitulée Coming Back with Wes Moore, qui suivait la vie et les expériences des anciens combattants.
De juin 2017 à mai 2021, Wes Moore est PDG de la Fondation Robin Hood, une organisation caritative qui tente d'atténuer les problèmes causés par la pauvreté à New York, en levant des fonds auprès des banquiers d'investissement et des hedge funds de New York, puis en finançant des écoles et des distributions alimentaires. Au cours de son mandat de PDG, la fondation a levé plus de 650 millions de dollars, dont 230 millions de dollars en 2020 pour répondre aux besoins accrus d'assistance pendant la pandémie de COVID-19. De septembre 2020 à novembre 2022, Wes Moore a également siégé au conseil d'administration de l'entreprise de vêtements et d'accessoires de sports Under Armour, basée à Baltimore dans le Maryland,.

### Auteur
En 2010, Wes Moore publie son premier livre, The Other Wes Moore, où il relate les chemins très différents empruntés par Wes Moore et un homonyme aux mêmes origines et ayant grandi dans un quartier similaire de Baltimore,. L'autre Wes Moore a été condamné à la prison à vie pour meurtre. Lors de la campagne pour le poste de gouverneur en 2022, un article de CNN décrit la confusion sur la biographie de Wes Moore entretenue par l'ouvrage ; alors que les personnages éponymes du livre sont issus des quartiers pauvres de Baltimore, l'auteur, Wes Moore, est né à Takoma Park en banlieue de Washington et a grandi dans le Bronx.
En 2013, il publie son deuxième livre, Discovering Wes Moore, une version jeune public de son premier ouvrage.
En 2015, Wes Moore publie son troisième livre, The Work, un récit autobiographique sur la quête de sens ; puis en 2016, il publie This Way Home, un roman sur un lycéen basketteur qui s'engage pour reconstruire sa communauté face à un gang local. Son dernier ouvrage, Five Days, relate les émeutes de 2015 à Baltimore suivant la mort de Freddie Gray en garde à vue ; il examine les causes profondes de la violence dans les quartiers pauvres.

### Politique
Lors de la Convention nationale démocrate de 2008, soutenant Barack Obama à la présidence, Wes Moore prononce un discours, mais il préfère ne pas entrer en politique et se concentrer sur le bénévolat. En 2013, le procureur général du Maryland Doug Gansler déclare envisager choisir Wes Moore comme colistier lors de l'élection du gouverneur du Maryland en 2014, mais choisit finalement un autre colistier.
En 2014, le président Barack Obama le nomme au conseil d'administration d'AmeriCorps, l'agence fédérale indépendante en charge de favoriser l'engagement civique et le bénévolat. Il est également membre du think tank américain Council on Foreign Relations.
En octobre 2020, Wes Moore intègre l'équipe de transition du maire élu de Baltimore, Brandon Scott.
En février 2021, Wes Moore annonce qu'il envisage de se présenter au poste de gouverneur du Maryland lors des élections de 2022, avant de lancer sa campagne en juin. Sa colistière est Aruna Miller, une ancienne membre de la Chambre des délégués du Maryland. Au cours de la primaire, il reçoit le soutien du chef de la majorité à la Chambre des représentants des États-Unis Steny Hoyer et de l'animatrice de télévision Oprah Winfrey,. Wes Moore remporte la primaire démocrate, en juillet 2022, face à l'ancien président du Comité national démocrate Tom Perez et au contrôleur de l'État Peter Franchot. Il obtient 32,4 % des voix. Lors des élections générales, Wes Moore participe à deux reprises à des meetings de campagne avec le président Joe Biden, et reçoit également le soutien de Barack Obama et d'Hillary Clinton. Le 8 novembre 2022, Wes Moore bat le candidat républicain Dan Cox. Il prête serment le 18 janvier 2023 et devient le premier Afro-Américain gouverneur du Maryland.

## Historique électoral
| Année | Wes Moore | Républicain | Libertarien | Working class party | Vert  |
| ----- | --------- | ----------- | ----------- | ------------------- | ----- |
| Année |           |             |             |                     |       |
| 2022  | 62,2 %    | 34,7 %      | 1,5 %       | 0,9 %               | 0,7 % |

## Décorations
Pour ses faits militaires, Wes Moore est récipiendaire des décorations suivantes :
- Parachutist Badge
- Afghanistan Campaign Medal
- National Defense Service Medal
- Army Service Ribbon
- Armed Forces Reserve Medal

## Publications
- (en) Wes Moore, The Other Wes Moore : one name, two fates, New-York, Spiegel & Grau, 2010, 250 p. (ISBN 978-0-812-98851-2)
- (en) Wes Moore, Discovering Wes Moore : My Story, New-York, Ember, 2013, 160 p. (ISBN 978-0-385-74168-2)
- (en) Wes Moore, The Work : Searching for a Life That Matters, New-York, One World, 2015, 272 p. (ISBN 978-0-812-98384-5)
- (en) Wes Moore et Shawn Goodman, This Way Home, New-York, Ember, 2016, 256 p. (ISBN 978-0-385-74170-5)
- (en) Wes Moore et Erica L Green, Five days : the fiery reckoning of an American city, New-York, One World, 2020, 320 p. (ISBN 978-0-525-51236-3)